# ماهابو مانانیوو
ماهابو مانانیوو (به لاتین: Mahabo Mananivo) یک منطقهٔ مسکونی در ماداگاسکار است که در فرافنگانا واقع شده‌است. ماهابو مانانیوو ۱۰٬۰۰۰ نفر جمعیت دارد.